# Курительные смеси
Курительные смеси — общее название ароматизированных травяных смесей, вызывающих психоактивные эффекты при курении. Активным веществом являются синтетические каннабиноиды (JWH-018, HU-210, CP 47,497 и др. дизайнерские соединения). В России известны как «Курительные миксы», «Арома миксы», «Спайс».

## История
Курительные смеси получили распространение в Европе, а затем и в России в середине 2000-х годов. Первый магазин по продаже курительных смесей был Kaif-life.com, но к 2012 г. его закрыли, а лиц организовавших этот проект осудили. Продукт позиционировался в качестве «легального аналога марихуаны». Самым известным брендом курительных смесей как в Европе, так и в России стал продукт под названием «Spice».
По словам потребителей курительных смесей, эффект может значительно отличаться от эффекта марихуаны. Объективные данные говорят о том, что действие синтетических каннабиноидов может быть в несколько раз сильнее марихуаны. В частности, JWH-018 — активное вещество самого популярного бренда курительных смесей «Spice» оказывает действие, в несколько раз превосходящее действие марихуаны, а также действует дольше (до 6-ти часов). Основным действующим соединением смесей как правило являлся дизайнерский каннабиноид JWH-018, а впоследствии его аналоги и другие синтетические соединения. Однако, производители смесей заявляли, что эффект при курении смесей достигается за счет смешивания в определенных пропорциях различных растений. В разное время разными производителями в качестве основных действующих компонентов назывались женьшень, дамиана, лобилия, кора африканского йохимбе, хмель, дурман, шиповник, алтей, голубой лотос, белая кувшинка и др. Несмотря на то, что некоторые, из этих растений действительно обладают определенными психоактивными свойствами, основным действующим веществом всех курительных смесей являлись синтетические каннабиноиды, что было подтверждено несколькими независимыми исследованиями.
Примерно с 2008—2009 года в различных странах начали приниматься законопроекты, запрещающие оборот курительных смесей. В настоящее время в большинстве стран мира оборот синтетических каннабиноидов, входящих в состав курительных смесей, запрещен.

## Состав
Активным веществом курительных смесей были признаны синтетические агонисты каннабиноидных рецепторов, содержание которых варьируется в различных видах и партиях продукта.

## Правовой статус
Сегодня основным каналом распространения курительных смесей в России является интернет. Помимо многочисленных интернет-магазинов курительные смеси и другие дизайнерские наркотики доступны на тематических интернет-форумах. Такие интернет-ресурсы как правило представляют собой рекламную площадку для продавцов всевозможных синтетических психоактивных субстанций. 11 июля 2012 года был принят законопроект № 89417-6, предполагающих фильтрацию сайтов по системе чёрного списка и блокировку запрещённых интернет-ресурсов. Данный законопроект позволил контролировать ресурсы подобной тематики, так, одним из первых в «черный список» попал форум legalrc.biz. Решение о запрете данного сайта было принято ФСКН.

## Последствия употребления
Влияние синтетических каннабиноидов на организм человека на данный момент изучено недостаточно. Хотя их действие на психику аналогично действию тетрагидроканнабинола (ТГК), нет оснований быть уверенным в том, что риски, связанные с их употреблением, сравнимы с рисками при употреблении ТГК. Так, передозировка полного агониста каннабиноидных рецепторов может быть более опасной, чем передозировка частичного агониста (каким является ТГК).
Имеются научно подтвержденные доказательства связи употребления курительных смесей, основанных на синтетических каннабиоидах и использующих их в своем составе, с наступлением длительных психозов и психотических состояний. Кроме того известны неоднократные случаи массовых отравлений, повлекшие за собой смерть потребителей в результате наступления коматозного состояния, и как следствие — остановки дыхательной и сердечной активности.